# Jonathan Elkus
Jonathan Elkus   (8 d'agost de 1931) és un compositor, arranjador, editor, autor, director d'orquestra i professor nord-americà.

## Biografia
Nascut a San Francisco, fill d'Albert Elkus, va estudiar composició a la Universitat de Califòrnia, Berkeley (BA 1953) amb Charles Cushing i William Denny, a la Universitat Stanford (MA 1957) amb Ernst Bacon i Leonard Ratner i al Mills College (1957) amb Darius Milhaud.
Del 1957 al 1973 va ensenyar a la Universitat de Lehigh i va dirigir la banda universitària, la "Marching 97". El 1979, es va convertir en el director de música i la càtedra d'humanitats de l'"Acadèmia Cape Cod". Va ser nomenat professor de música i director de bandes a la Universitat de Califòrnia, Davis el 1993, i es va retirar el 2003.
Elkus va fundar l'"Overland Music Distributors" el 1984. Van publicar llibres i música de diversos compositors com Elinor Armer, Cushing i Ali Akbar Khan. Ara és consultor editorial de "Subito Music Corporation".
Elkus ha estat director d'orquestra convidat amb grups de concerts i grups de vent a tot els EUA. El 2002 se li va lliurar la citació commemorativa de l'Edwin Franko Goldman de l'"American Bandmasters Association" en reconeixement de la seva contribució a les bandes i la música de banda als Estats Units.

## Obres
Elkus s'ha centrat a ampliar el repertori de la banda de concerts; s'han publicat i enregistrat nombroses composicions i arranjaments per a aquest tipus de conjunt. Elkus ha compost més d'una dotzena d'obres per a l'escenari, a més de música incidental per a obres teatrals i números per a revistes musicals. Els seus dos més coneguts estan concebuts per a la interpretació de nens: Tom Sawyer (1953) i Treasure Island (1961). A Tom Sawyer, Elkus utilitza gran part del diàleg original de Mark Twain. La intenció del compositor en aquesta adaptació musical era, com la de Twain, "recordar als adults què eren i com pensaven i sentien". L'estil musical és essencialment tonal, evocant l'època de l'obra a través de galops i marxes; els interludis instrumentals són molt programàtics i els conjunts corals fan ús de dispositius onomatopeics originals. La música de L'illa del tresor és més aventurera; s'utilitzen corns-pipes de colors, però el llenguatge és ricament cromàtic i hi ha una intensitat rítmica considerable.
A través del seu treball editorial, Elkus s'ha centrat en la música de Charles Ives. És editor de les edicions crítiques de la "Charles Ives Society" de les obres completes i ha transcrit les obres d'Ives per a la banda dels Estats Units d'Amèrica. El 1974 va ser autor de la monografia Charles Ives and the American Band Tradition.